# El Club de Sudamérica del Siglo XXI
Con el nombre de El Club de Sudamérica del Siglo XXI se le conoce al estudio que viene realizando la Federación Internacional de Historia y Estadística de Fútbol (IFFHS) con el objetivo de determinar cual será el club sudamericano de mayor rendimiento en el periodo comprendido desde el año 2001 hasta el 2100. "A diferencia de la forma con que se determinó el club continental de siglo (1901-2000), las competiciones nacionales se han celebrado en casi todos los países tras el cambio de milenio. Mensualmente todas estas competiciones nacionales de clubs han sido tenidas en cuenta así como también las competiciones de clubs organizadas por las confederaciones continentales y de la FIFA en el Ranking Mundial de Clubs" Los puntos obtenidos anualmente por los equipos en el Ranking Mundial de Clubes a finales de año se contabilizan a partir del año 2001. El resultado de esta suma da el ranking continental de clubes del siglo XXI.

## Ranking continental delsigloXXI
Top 5 (2001-2020)
| Posición | Club              | País      | Puntaje |
| -------- | ----------------- | --------- | ------- |
| 1        | Boca Juniors      | Argentina | 3 803,5 |
| 2        | River Plate       | Argentina | 3 441   |
| 3        | Grêmio            | Brasil    | 3 246   |
| 4        | Libertad          | Paraguay  | 3 026,5 |
| 5        | Atlético Nacional | Colombia  | 2 960,5 |

Top 100 (2001-2012)
| Posición | Club                      | País      | Puntaje |
| -------- | ------------------------- | --------- | ------- |
| 1        | Boca Juniors              | Argentina | 2.477,0 |
| 2        | São Paulo                 | Brasil    | 2.243,0 |
| 3        | Santos                    | Brasil    | 2.006,0 |
| 4        | Cruzeiro                  | Brasil    | 1.845,0 |
| 5        | Vélez Sarsfield           | Argentina | 1.833,0 |
| 6        | River Plate               | Argentina | 1.806,0 |
| 7        | Internacional             | Brasil    | 1.789,0 |
| 8        | Libertad                  | Paraguay  | 1.760,0 |
| 9        | Corinthians               | Brasil    | 1.704,0 |
| 10       | Nacional                  | Uruguay   | 1.697,5 |
| 11       | Grêmio                    | Brasil    | 1.667,0 |
| 12       | Cerro Porteño             | Paraguay  | 1.652,0 |
| 13       | Fluminense                | Brasil    | 1.645,0 |
| 14       | Universidad Católica      | Chile     | 1.611,5 |
| 15       | Estudiantes               | Argentina | 1.597,0 |
| 16       | San Lorenzo               | Argentina | 1.596,0 |
| 17       | Flamengo                  | Brasil    | 1.585,0 |
| 18       | Universidad de Chile      | Chile     | 1541,5  |
| 19       | Liga de Quito             | Ecuador   | 1.470,0 |
| 20       | Colo-Colo                 | Chile     | 1.468,0 |
| 21       | Palmeiras                 | Brasil    | 1.372,0 |
| 22       | Vasco da Gama             | Brasil    | 1.336,0 |
| 23       | Atlético Nacional         | Colombia  | 1.313,0 |
| 24       | Lanús                     | Argentina | 1.294,0 |
| 25       | Peñarol                   | Uruguay   | 1.245,0 |
| 26       | Cienciano                 | Perú      | 1.226,0 |
| 27       | Once Caldas               | Colombia  | 1.220,0 |
| 28       | Alianza Lima              | Perú      | 1.212,5 |
| 29       | Sporting Cristal          | Perú      | 1.201,0 |
| 30       | Universitario             | Perú      | 1.186,5 |
| 31       | Independiente             | Argentina | 1.180,0 |
| 32       | Defensor Sporting         | Uruguay   | 1.162,0 |
| 33       | Deportes Tolima           | Colombia  | 1.150,5 |
| 34       | Atlético Paranaense       | Brasil    | 1.128,0 |
| 35       | Deportivo Cali            | Colombia  | 1.122,0 |
| 36       | Arsenal                   | Argentina | 1.120,0 |
| 37       | América de Cali           | Colombia  | 1.110,0 |
| 38       | Olimpia                   | Paraguay  | 1.100,0 |
| 39       | Bolívar                   | Bolivia   | 1.096,0 |
| 40       | Cobreloa                  | Chile     | 1.076,0 |
| 41       | Banfield                  | Argentina | 1.070,0 |
| 42       | Junior                    | Colombia  | 1.066,5 |
| 43       | Independiente Medellín    | Colombia  | 1.054,5 |
| 44       | Racing                    | Argentina | 1.054,0 |
|          | Atlético Mineiro          | Brasil    | 1.054,0 |
| 46       | Emelec                    | Ecuador   | 1.048,5 |
| 47       | Newell's Old Boys         | Argentina | 1.027,0 |
|          | Goiás                     | Brasil    | 1.027,0 |
| 49       | Botafogo                  | Brasil    | 1.012,0 |
| 50       | El Nacional               | Ecuador   | 994,5   |
| 51       | Colón                     | Argentina | 988,0   |
| 52       | Santa Fe                  | Colombia  | 961,5   |
| 53       | Millonarios               | Colombia  | 938,0   |
| 54       | Deportivo Quito           | Ecuador   | 925,5   |
| 55       | Unión Española            | Chile     | 923,5   |
| 56       | Caracas                   | Venezuela | 891,0   |
| 57       | Rosario Central           | Argentina | 890,0   |
| 58       | Guaraní                   | Paraguay  | 887,5   |
| 59       | Gimnasia                  | Argentina | 869,0   |
| 60       | Barcelona                 | Ecuador   | 863,5   |
| 61       | Coritiba                  | Brasil    | 860,0   |
| 62       | Argentinos Juniors        | Argentina | 845,0   |
| 63       | Audax Italiano            | Chile     | 844,5   |
| 64       | Universidad San Martín    | Perú      | 828,5   |
| 65       | Danubio                   | Uruguay   | 817,0   |
| 66       | The Strongest             | Bolivia   | 807,0   |
| 67       | São Caetano               | Brasil    | 766,0   |
| 68       | Nacional                  | Paraguay  | 760,0   |
| 69       | Alianza Atlético          | Perú      | 759,0   |
| 70       | Figueirense               | Brasil    | 750,0   |
| 71       | Melgar                    | Perú      | 730,5   |
| 72       | Deportivo Cuenca          | Ecuador   | 717,5   |
| 73       | Oriente Petrolero         | Bolivia   | 704,0   |
| 74       | Deportivo Táchira         | Venezuela | 688,0   |
| 75       | Sportivo Luqueño          | Paraguay  | 686,0   |
| 76       | Huachipato                | Chile     | 684,0   |
| 77       | Atlético Huila            | Colombia  | 670,5   |
| 78       | Santiago Wanderers        | Chile     | 662,5   |
| 79       | Deportivo Pasto           | Colombia  | 654,0   |
| 80       | Sport Boys                | Perú      | 644,0   |
| 81       | Envigado                  | Colombia  | 637,5   |
| 82       | Montevideo Wanderers      | Uruguay   | 635,5   |
| 83       | Real Potosí               | Bolivia   | 632,0   |
| 84       | Olmedo                    | Ecuador   | 629,5   |
| 85       | Vitória                   | Brasil    | 622,0   |
| 86       | Universidad de Concepción | Chile     | 616,0   |
| 87       | Palestino                 | Chile     | 613,5   |
| 88       | Boyacá Chicó              | Colombia  | 613,0   |
| 89       | Tacuary                   | Paraguay  | 611,5   |
| 90       | Paraná                    | Brasil    | 604,0   |
| 91       | Deportivo Pereira         | Colombia  | 585,5   |
| 92       | Cúcuta Deportivo          | Colombia  | 582,5   |
| 93       | Liverpool                 | Uruguay   | 577,0   |
| 94       | Coronel Bolognesi         | Perú      | 576,5   |
| 95       | River Plate               | Uruguay   | 570,0   |
| 96       | Cobresal                  | Chile     | 569,0   |
| 97       | Juan Aurich               | Perú      | 553,5   |
| 98       | Quindío                   | Colombia  | 546,0   |
| 99       | Blooming                  | Bolivia   | 532,0   |
| 100      | Jorge Wilstermann         | Bolivia   | 530,0   |

## Ranking por décadas

### 1.ª Década
Top 10 (2001-2010)
| Posición | Club            | Nacionalidad | Puntaje |
| -------- | --------------- | ------------ | ------- |
| 1        | Boca Juniors    | Argentina    | 2.095,0 |
| 2        | São Paulo       | Brasil       | 1.939,0 |
| 3        | River Plate     | Argentina    | 1.692,0 |
| 4        | Cruzeiro        | Brasil       | 1.622,0 |
| 5        | Santos          | Brasil       | 1.567,0 |
| 6        | Internacional   | Brasil       | 1.469,0 |
| 7        | Nacional        | Uruguay      | 1.459,5 |
| 8        | San Lorenzo     | Argentina    | 1.442,0 |
| 9        | Estudiantes     | Argentina    | 1.370,0 |
| 10       | Vélez Sarsfield | Argentina    | 1.367,0 |

### 2.ª Década
Top 10 (2011-2020)
| Posición | Club              | Nacionalidad | Puntaje |
| -------- | ----------------- | ------------ | ------- |
| 1        | Grêmio            | Brasil       | 1895    |
| 2        | Atlético Nacional | Colombia     | 1853    |
| 3        | River Plate       | Argentina    | 1749    |
| 4        | Boca Juniors      | Argentina    | 1708,5  |
| 5        | Libertad          | Paraguay     | 1696,5  |
| 6        | Flamengo          | Brasil       | 1590    |
| 7        | Corinthians       | Brasil       | 1577    |
| 8        | Santa Fe          | Colombia     | 1575    |
| 9        | Atlético Mineiro  | Brasil       | 1539    |
| 10       | Palmeiras         | Brasil       | 1536    |